# Розовый цветник ханов, или История Крыма
«Розовый цветник ханов, или История Крыма» (осман. گلبن خانان ياخود قريم تاريخى‎ - Gülbün-ü hânân yahud Kırım tarihi) — хроника, посвящённая истории Крымского ханства (именно его правителей). Написана на староосманском языке. Издана в 1811 году в Стамбуле. Автор — принц из рода Гиреев Халим Герай
Произведение написано прозой и содержит биографические сведения о сорока четырёх крымских ханах.

## Название
Известное название произведения Халим Герай Хана «Гульбун-и Ханан», «Розовый цветник ханов», закрепилась в рамках перевода книги с турецкого языка и её переиздания. Более точным переводом, который лучше соответствует значению оригинала, является «Розовый куст ханов».
"Сей бедный раб, проводя большую часть своего времени за чтением исторических книг и жизнеописаний пророка, склоняясь к поискам следов, оставленных предками и вытягивая нити жизненных путей уважаемых и великих шейхов и знатоков богословия, исследовал также биографии тех ханов и визирей из рода Чингизова, бутоны желаний которых раскрылись в Крыму, в Бахчисарае. Но потому что потомками этого рода жизнеописания их предков не были составлены, нить событий была прервана, и даже сами имена некоторых преданы забвению из-за редки их упоминания, то я, в соответствии с поговоркой: от печали смерть ко мне придет — мое усердие меня убьет, — начал изучать их биографии, уверен в том, что заслужу благодарственную молитву, и вытащу сведения из рассказов про Крым и татар исторических сочинений: Истории «Хайдер-заде», из исторического произведения «Семь планет» Ризы-эфенди, из исторических произведений Кырыми Гафури, Хурреми Челеби, Абдульвели-эфенди и сборника Шейх Мехмеда-эфенди, из сборника Кайсуни-заде и Кефеви Абдульджелиль-эфенди и из других, к которым я нашел доступ. И из этих сведений я составил книгу, которая начинается с повествования о Хаджи Гирее, который стал причиной принятия слова «Гирей» как имени ханов и принцев и закончил ее биографией Вахт Гирая, что переселился в мир вечности в 1215 (1800) году. Осмелившись на охват и запись путем сокращения замечательных состояний в стиле «Хадика-и вюзера» («Сады визиров»), и завершив книгу в месяце раби-уль-Ахиры конце весны счастливого 1226 (май 1811) года, назвал ее «Гульбун-и Ханан» — «Розовый куст ханов».

## Содержание
Автор книги, Халим Герай, был сыном правителя Крыма и воспитывался в ханском дворце, там же получил образование и имел способности к стихосложению. Поэтому, зная историю своего рода, из первых уст, он подробно изложил её в прозе, описав в нём жизнь и достижения 44 крымских ханов.
- Предисловие переводчика;
- Изложение намерений;
- Мелек Хаджи Герай;
- Менгли Герай;
- Мухаммед Герай;
- Саадет Герай;
- Сахиб Герай;
- Тахт Алган Девлет Герай;
- Мухаммед Герай Толстый;
- Ислам Герай;
- Бора Гази Герай;
- Фетх Герай (приложение к предыдущему разделу);
- Селямет Герай;
- Джанибек Герай;
- Мухаммед Герай третий;
- О восхождение Чобан Гиреев (дополнение к предыдущему разделу);
- Инает Герай;
- Резми Бахадыр Герай;
- Мухаммед Герай Четвёртый;
- Ислам Герай третий;
- Адиль Чобан Герай;
- Эльхадж Селим Герай;
- Мурад Герай;
- Второй Хаджи Герай;
- Второй Саадет Герай;
- Сафа Герай;
- Второй Девлет Герай;
- Третий Гази Герай;
- Каплан Герай;
- Девлет Герай Чёрный;
- Третий Саадет Герай;
- Второй Менгли Герай;
- Второй Фетх Герай;
- Второй Селямет Герай;
- Второй Селим Герай;
- Арслан Герай;
- Халим Герай;
- Кырым Герай;
- Селим Герай Хан;
- Максуд Герай;
- Четвёртый Девлет Герай;
- Второй Каплан Герай;
- Второй Сахиб Герай;
- Шахин Герай;
- Четвёртый Бахадыр Герай;
- Шехбаз Герай;
- Бахти Герай;
- Приложения.

## Издания
Первое издание «Розовый цветник ханов, или История Крыма» состоялось ещё при жизни автора, в Стамбуле и было довольно актуальным во времена русско-турецкой войны (1806—1812 гг.), сразу же после того, как автор вернулся из мест столкновений.
Небольшой тираж издания не удовлетворил крымскотатарскую общину (которая была вынуждена выселяться из российского Крыма), история их родины была востребована, и в 1870 книжка была переиздана сразу на нескольких языках (ведь она была написана на староосманском языке, а переиздание уже было на турецком и арабском языках), а потом ещё и в 1909 году:
- Halim Giray Sultan, d. 1823 or 4., «Gülbün-i hânân yahud Kırım tarihı», Turkish, Ottoman, (Istanbul): Matbaa-yi Âmire, 1287 (1870), 130, 2p.; 19 cm.[3].
- Halim Giray Sultan, d. 1823 or 4., «Gülbün-i hânân yahud Kırım tarihı», Arabic, (Istanbul): Necm-i Istikbal Matbaası, 1327 (1909?), 232 p. ; 20 cm.[4].

Последнее издание «Gülbün-i hânân yahud Kırım tarihı» состоялось уже в 2013 году. Это большая исследовательская работа Стамбульского университета, в которой проведено тщательное исследование книги, а также найдено немало биографических фактов автора книги:
- «Halim Giray, Gülbün-ü Hânân (Kırım Hanları Tarihi)», Yayına Haz. Alper Başer-Alper Günaydın, Istanbul Üniversitesi, Avrasya Enstitüsü Yayınları, Istanbul, 2013, 16 x 24 cm., V+121+59 s. tıpkı basım sayfa, Türkçe, kapak Karton. ISBN 978-605-860-900-6. стр.[5] (тур.);

## Переводы
Сочинение долгое время не было доступно мировому сообществу (ведь написано оно было на позабытом языке да ещё и ограниченным тиражом), хотя из него цитировалось немало материалов в исторических трудах многих турецких историков. Так, в 1909 году молодой крымскотатарский ученый историк Абляким Ильмий сумел донести до мнения и истории Халим Герая к читателям, издав свой перевод (со своими дополнениями и разъяснениями) книги «Gülbün-i hânân yahud Kırım tarihı)» на турецком языке. С тех пор, об истории Крыма, через призму её правителей, начали писать и цитировать немало историков.
А уже в 2001 году Кемаль Усеинов сделал свой перевод уже на русском языке, перевода Ильма Аблякимова и со своими разъяснениями отдельных терминов и событий, подобрал копии документов и проиллюстрировал «Розовый куст ханов». К сожалению, это издание ещё более отличалось от оригинала, поскольку автор часто использовал в объяснениях материалы из трудов: Мухаммеда Резы, Абдульгаффара Кырыми, сочинений турецких историков и Николая Карамзина.
В 2004 году Симферопольское издательство «Доля» выпустило «Розовый куст ханов, или история Крыма» с переводом Аблякима Ильмия.
Позже встал вопрос издания книги, поэтому благодаря энтузиастам из Фонда поддержки библиотек города Симферополя и Крыма, при поддержке Международного фонда «Возрождение» планировалось переиздание на украинском и крымскотатарском языках по оригиналу «Gülbün-i hânân yahud Kırım tarihı».